# Cordylomera karschi
Cordylomera karschi là một loài bọ cánh cứng trong họ Cerambycidae.